# Galèi
Galèi (francès Galey) és un municipi francès, situat a la regió d'Occitània, departament de l'Arieja.